# SCIgen
SCIgen是一个计算机程序，能够自动生成无意义的英文计算机科学研究论文，并且包含图片、表格、流程图和参考文献等。这个程序使用用户定制的上下文无关文法来生成论文的各类组成元素。

## 简介
SCIgen由美国麻省理工学院计算机科学与人工智能实验室的三位研究生杰里米·斯特里布林（Jeremy Stribling）、马克斯·克伦（Max Krohn）和达纳·阿瓜约（Dan Aguayo）编写，源代码以GPL协议发布。
以下是SCIgen自动生成的一篇论文《Rooter: A Methodology for the Typical Unification of Access Points and Redundancy》的摘要部分：
 Many physicists would agree that, had it not been for congestion control, the evaluation of web browsers might never have occurred. In fact, few hackers worldwide would disagree with the essential unification of voice-over-IP and public/private key pair. In order to solve this riddle, we confirm that SMPs can be made stochastic, cacheable, and interposable.
 

## 影响
2005年，SCIgen的编写者们将他们使用这个工具生成的《Rooter: A Methodology for the Typical Unification of Access Points and Redundancy》一文投往该年度的“世界系统学、控制论与信息学会议”（World Multiconference on Systemics, Cybernetics and Informatics，WMSCI），被成功录用为“未经同行评审”文章，并且作者被邀请到会议上发言。SCIgen的编写者在他们的网站上公布了真相，经由Slashdot网站报道后，这一事件得到许多公众的了解。WMSCI收回了邀请，但SCIgen的编写团队仍然前往WMSCI举办会议的酒店，在旁边租下场地，在同一时间、同一地点也举办了一个“会议”，并完全按照学术会议的流程发表了一系列用SCIgen自动生成的“论文”。WMSCI会议的组织者是纳吉布·卡利奥斯教授（Nagib Callaos），这个会议在2000年至2005年得到IEEE赞助，但2006年起赞助被终止。
SCIgen团队向WMSCI提交这篇论文是事先计划好的行为。他们指出，WMSCI录用劣质的文章，并且向学术界发送泛滥的论文征集信息。

## 主要案例
SCIgen自动生成的论文已经多次被一些期刊和会议录用。以下列出一些引起较大关注的案例。
- 2005年，《Rooter: A Methodology for the Typical Unification of Access Points and Redundancy》被WMSCI录用。[3]
- 2005年，Mathias Uslar使用SCIgen生成的《A Case for Lamport Clocks》被IPSI-2005录用。[5]
- 2005年，Genco Gülan教授在第3届交互式媒体设计国际讨论会（3rd International Symposium of Interactive Media Design）论文集上发表了使用SCIgen生成的《I/O Automata No Longer Considered Harmful》。[6]
- 2007年，伊朗沙里夫科技大学学生使用SCIgen生成的论文《Cooperative, Compact Algorithms for Randomized Algorithms》被由Elsevier出版的《应用数学与计算》杂志（Journal of Applied Mathematics and Computation）录用。[7][8]出版商得知这篇文章为虚假的文章后，将其移除。[9]
- 2008年，Herbert Schlangemann将他使用SCIgen生成的《Towards the Simulation of E-Commerce》一文投往2008年计算机科学与软件工程国际会议（International Conference on Computer Science and Software Engineering，缩写CSSE）。他借用了瑞典电影短片Der Schlangemann（英语：Der Schlangemann）的名字作为文章的署名。这篇文章甚至通过了同行评审，被CSSE录用，作者还被邀请担任所在分会的主席。[10][11]

## 参阅
- 索卡尔事件
- 《誰害怕同行評審？》